# Saint-Gorgon (Vosges)
Saint-Gorgon és un municipi francès, situat al departament dels Vosges i a la regió del Gran Est. L'any 2007 tenia 381 habitants.

## Demografia

### Població
El 2007 la població de fet de Saint-Gorgon era de 381 persones. Hi havia 136 famílies, de les quals 28 eren unipersonals (12 homes vivint sols i 16 dones vivint soles), 48 parelles sense fills i 60 parelles amb fills.
La població ha evolucionat segons el següent gràfic:
Habitants censats

### Habitatges
El 2007 hi havia 147 habitatges, 137 eren l'habitatge principal de la família, 3 eren segones residències i 7 estaven desocupats. 135 eren cases i 12 eren apartaments. Dels 137 habitatges principals, 106 estaven ocupats pels seus propietaris, 25 estaven llogats i ocupats pels llogaters i 6 estaven cedits a títol gratuït; 1 tenia dues cambres, 10 en tenien tres, 46 en tenien quatre i 80 en tenien cinc o més. 105 habitatges disposaven pel capbaix d'una plaça de pàrquing. A 57 habitatges hi havia un automòbil i a 70 n'hi havia dos o més.

### Piràmide de població
La piràmide de població per edats i sexe el 2009 era:
| Homes | Edats   | Dones |
| ----- | ------- | ----- |
| 0     | 95 o +  | 0     |
| 0     | 90 a 94 | 4     |
| 8     | 85 a 89 | 4     |
| 0     | 80 a 84 | 0     |
| 8     | 75 a 79 | 0     |
| 4     | 70 a 74 | 4     |
| 0     | 65 a 69 | 4     |
| 12    | 60 a 64 | 4     |
| 8     | 55 a 59 | 12    |
| 4     | 50 a 54 | 0     |
| 8     | 45 a 49 | 4     |
| 12    | 40 a 44 | 8     |
| 12    | 35 a 39 | 12    |
| 16    | 30 a 34 | 12    |
| 12    | 25 a 29 | 28    |
| 8     | 20 a 24 | 0     |
| 16    | 15 a 19 | 4     |
| 4     | 10 a 14 | 12    |
| 20    | 5 a 9   | 8     |
| 16    | 0 a 4   | 12    |

## Economia
El 2007 la població en edat de treballar era de 251 persones, 184 eren actives i 67 eren inactives. De les 184 persones actives 162 estaven ocupades (91 homes i 71 dones) i 22 estaven aturades (7 homes i 15 dones). De les 67 persones inactives 20 estaven jubilades, 26 estaven estudiant i 21 estaven classificades com a «altres inactius».

### Ingressos
El 2009 a Saint-Gorgon hi havia 140 unitats fiscals que integraven 403,5 persones, la mediana anual d'ingressos fiscals per persona era de 15.785 €.

### Activitats econòmiques
Dels 16 establiments que hi havia el 2007, 1 era d'una empresa extractiva, 2 d'empreses de fabricació d'altres productes industrials, 3 d'empreses de construcció, 3 d'empreses de comerç i reparació d'automòbils, 2 d'empreses d'informació i comunicació, 4 d'empreses de serveis i 1 d'una empresa classificada com a «altres activitats de serveis».
Dels 3 establiments de servei als particulars que hi havia el 2009, 1 era un paleta, 1 guixaire pintor i 1 empresa de construcció.
L'any 2000 a Saint-Gorgon hi havia 5 explotacions agrícoles.

## Equipaments sanitaris i escolars
El 2009 hi havia una escola elemental integrada dins d'un grup escolar amb les comunes properes formant una escola dispersa.

## Poblacions més properes
El següent diagrama mostra les poblacions més properes.